# Ierouslan (rivière)
La Ierouslan (en russe : Еруслан) est une rivière de Russie et un affluent de la rive gauche de la Volga.

## Géographie
Elle arrose les oblasts de Saratov et de Volgograd.
La Ierouslan est longue de 278 km et draine un bassin versant de 5 570 km2.
La rivière prend sa source sur la pente sud-ouest de l'Obchtchi Syrt et se jette dans la baie de Ierouslan, au niveau du réservoir de Volgograd, sur le cours de la Volga.
La ville de Krasny Kout, dans l'oblast de Saratov, se trouve au bord de la Ierouslan.